# Miss Catastrophe (film, 1957)
Pour les articles homonymes, voir Miss Catastrophe.
Pour plus de détails, voir Fiche technique et Distribution.
Miss Catastrophe est une comédie française réalisée par Dimitri Kirsanoff, sorti en 1957

## Fiche technique
- Titre français : Miss Catastrophe
- Réalisation : Dimitri Kirsanoff
- Scénario et dialogues : Raymond Caillava
- Décors : Robert Hubert
- Photographie : Roger Fellous
- Montage : André Gaudier
- Musique : Séverin Frankiel [2]
- Production : Jean Lefait
- Société de production : Sonofilm
- Pays d'origine :  France
- Format : noir et blanc - Son mono
- Genre : Comédie
- Durée : 88 minutes
- Date de sortie :	
  - France : 24 avril 1957

## Distribution
- Sophie Desmarets : Elvire Mercier
- Philippe Nicaud : Pierre Leroy
- Louis Seigner : Scott
- Gérard Séty : Mathias
- Roland Armontel : Eugène
- Gaby Basset : Monique
- Armand Bernard : le directeur de la banque
- René Blancard : Denys
- Micheline Dax : Olga
- Bernard Dhéran : Fernand
- Michèle Nadal : Natacha
- Nadine Tallier[3] : Arlette
- Robert Vattier : le colonel
- Robert Le Béal : l'infirmier
- Jean Droze : Verdier
- René Bergeron : le brigadier
- Simone Berthier : la concierge
- Jean Barral : Alfred
- Robert Barrier : le chauffeur
- Pierre Darçay : le journaliste
- Jean Degrave : le directeur de l'hôtel
- Jean-Pierre Loriot : le portier
- Julien Maffre : l'employé du gaz
- Franck Maurice : un angent
- Jacques Muller : Martial
- Alain Nobis : le docteur
- Albert Pilette : le photographe
- Jimmy Urbain : un gamin
- Paul Demange
- Allain Dhurtal
- Luc Andrieux
- Dominique Marcas